# Antypierwiastek
Antypierwiastek – pierwiastek składający się z antyatomów (atomów antymaterii). Obecnie jedynym uzyskanym na znaczącą skalę antypierwiastkiem  jest antywodór. Antyhel-3 uzyskany został już w latach 1970. na terenie ZSRR, zaś 24 kwietnia 2011 r. w wielkim zderzaczu hadronów po raz pierwszy zaobserwowano antyhel-4.